# Kerksken
Kerksken is een dorp in de Belgische provincie Oost-Vlaanderen en een deelgemeente van Haaltert, het was een zelfstandige gemeente tot aan de gemeentelijke herindeling van 1977. Kerksken ligt ingesloten tussen de drie andere deelgemeenten van Haaltert, namelijk Heldergem, Haaltert-centrum en Denderhoutem. Het centrum van het woondorp is tegenwoordig door lintbebouwing langs de N460 vergroeid geraakt met het centrum van Haaltert. De plaats ligt in de Denderstreek. Het dorp wordt Kèsken genoemd in het plaatselijke dialect: het Kerkskens

## Bezienswaardigheden
- De Sint-Martinuskerk, als laatgotische kerk daterend uit de 16e eeuw, is in 1892 verbouwd tot haar huidige proporties. De toren stortte in op 25 april 1990 en werd in de jaren 90 heropgebouwd. In 1996 werd de herstelde kerk weer ingewijd.
- De pastorie dateert uit 1749, maar werd in de 19e eeuw verbouwd en verhoogd.

## Natuur en landschap
Kerksken ligt in een golvend lanschap en de hoogte varieert van 36-72 meter. Ten zuiden van Kerksken stroomt de Molenbeek in noordoostelijke richting om uit te monden in de Dender.

## Demografische ontwikkeling
- Bronnen:NIS, Opm:1831 tot en met 1970=volkstellingen; 1976 = inwoneraantal op 31 december

## Galerij

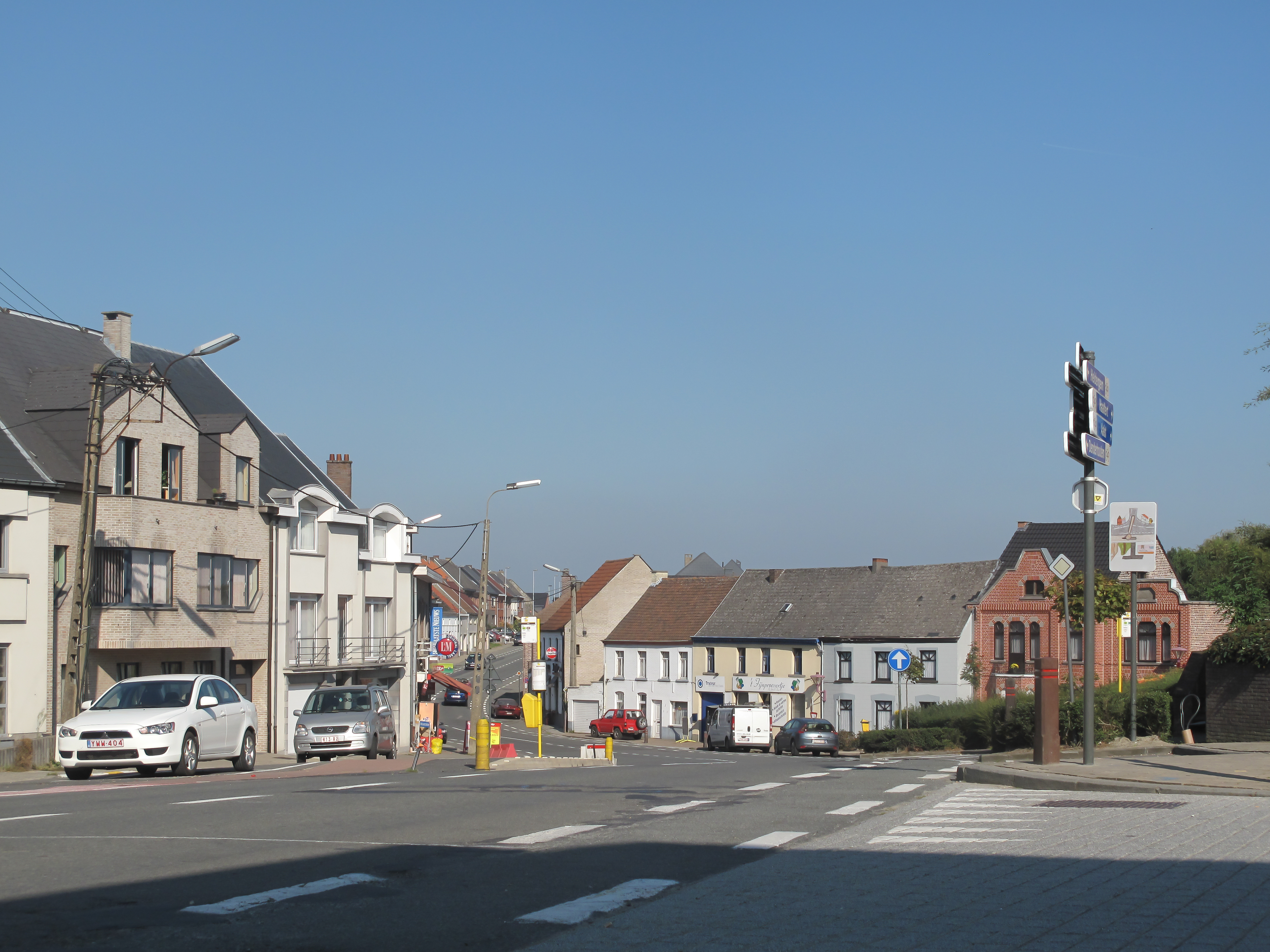
Straatgezicht
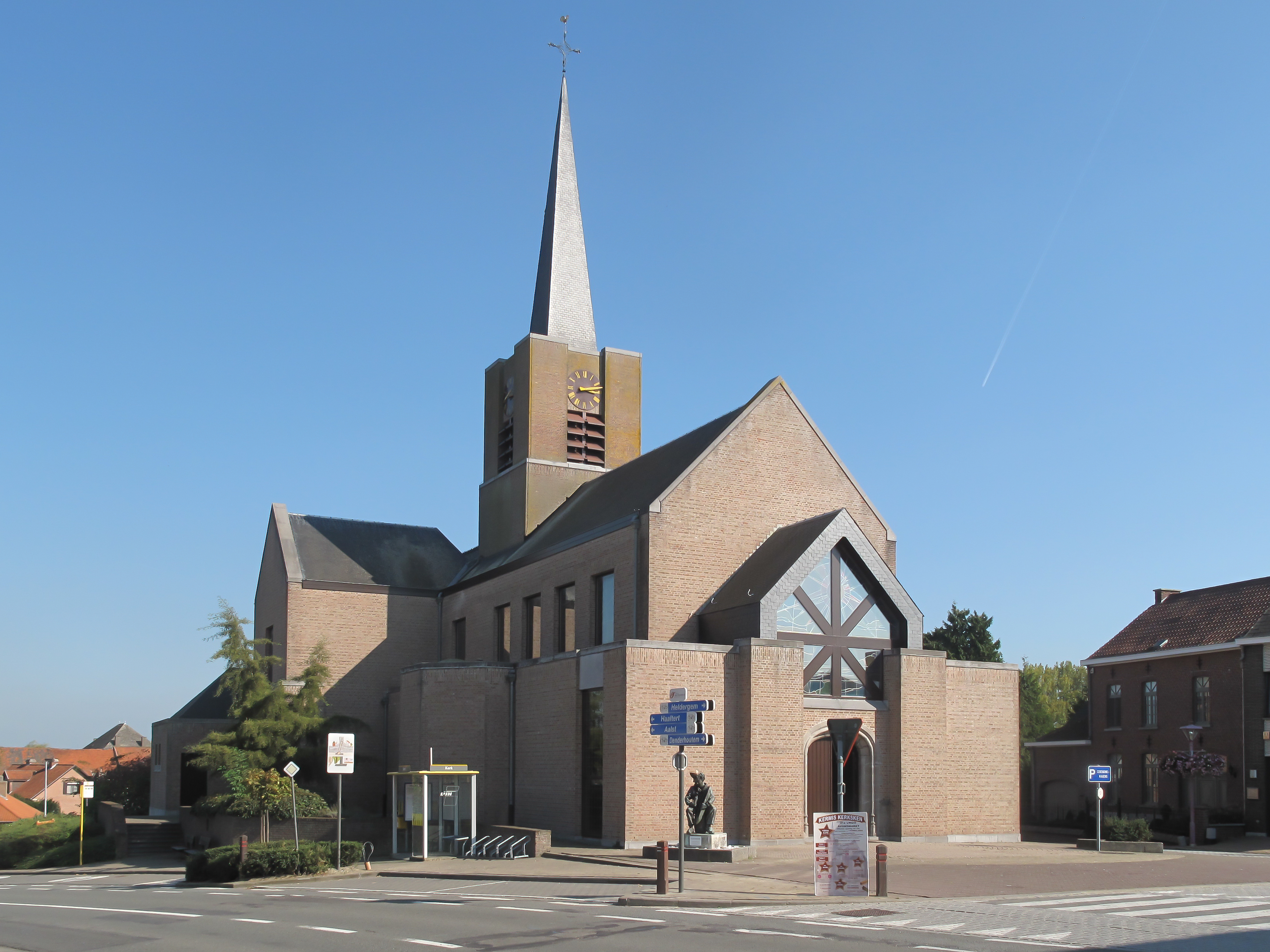
Sint-Martinuskerk
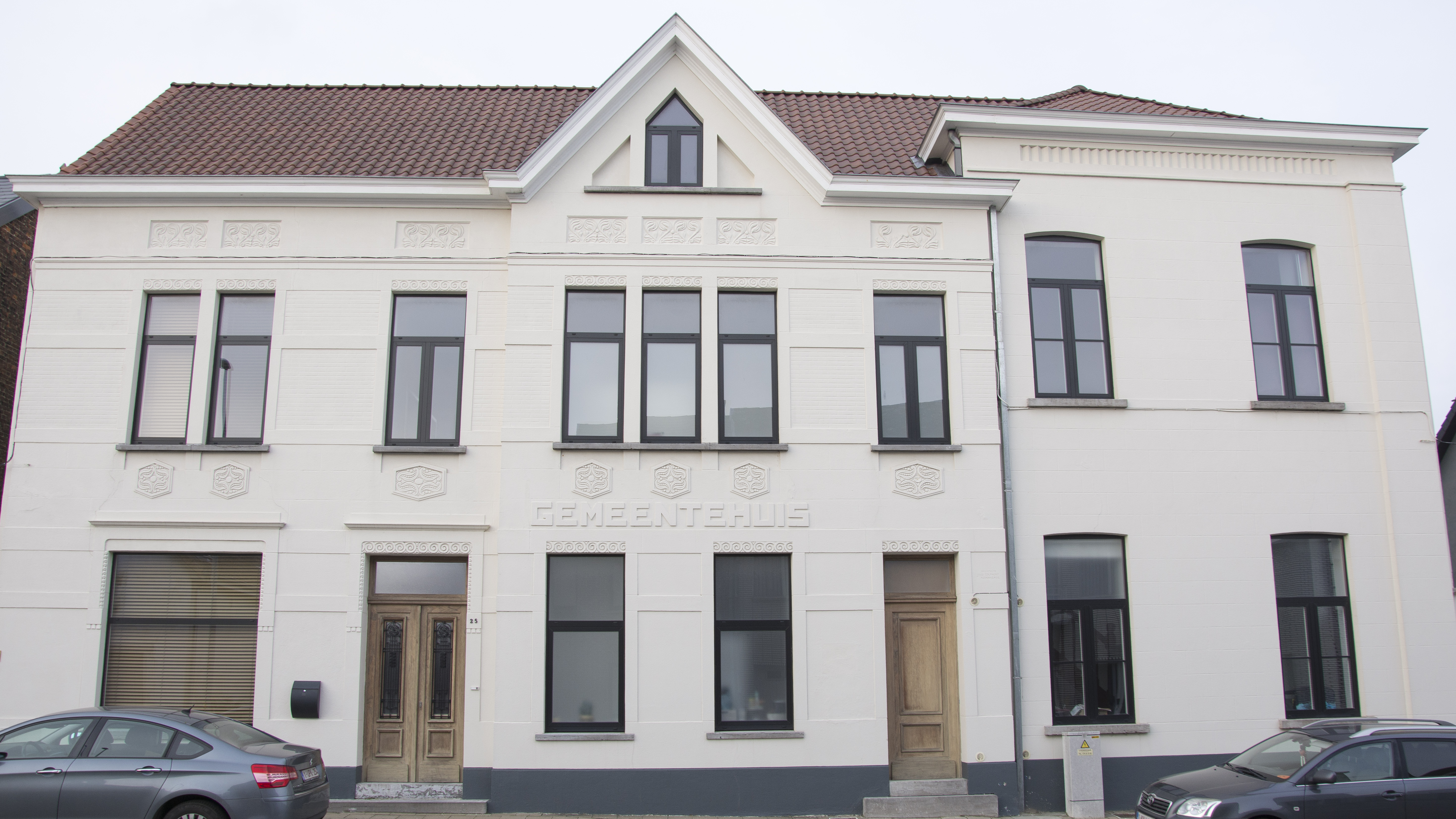
Voormalig gemeentehuis
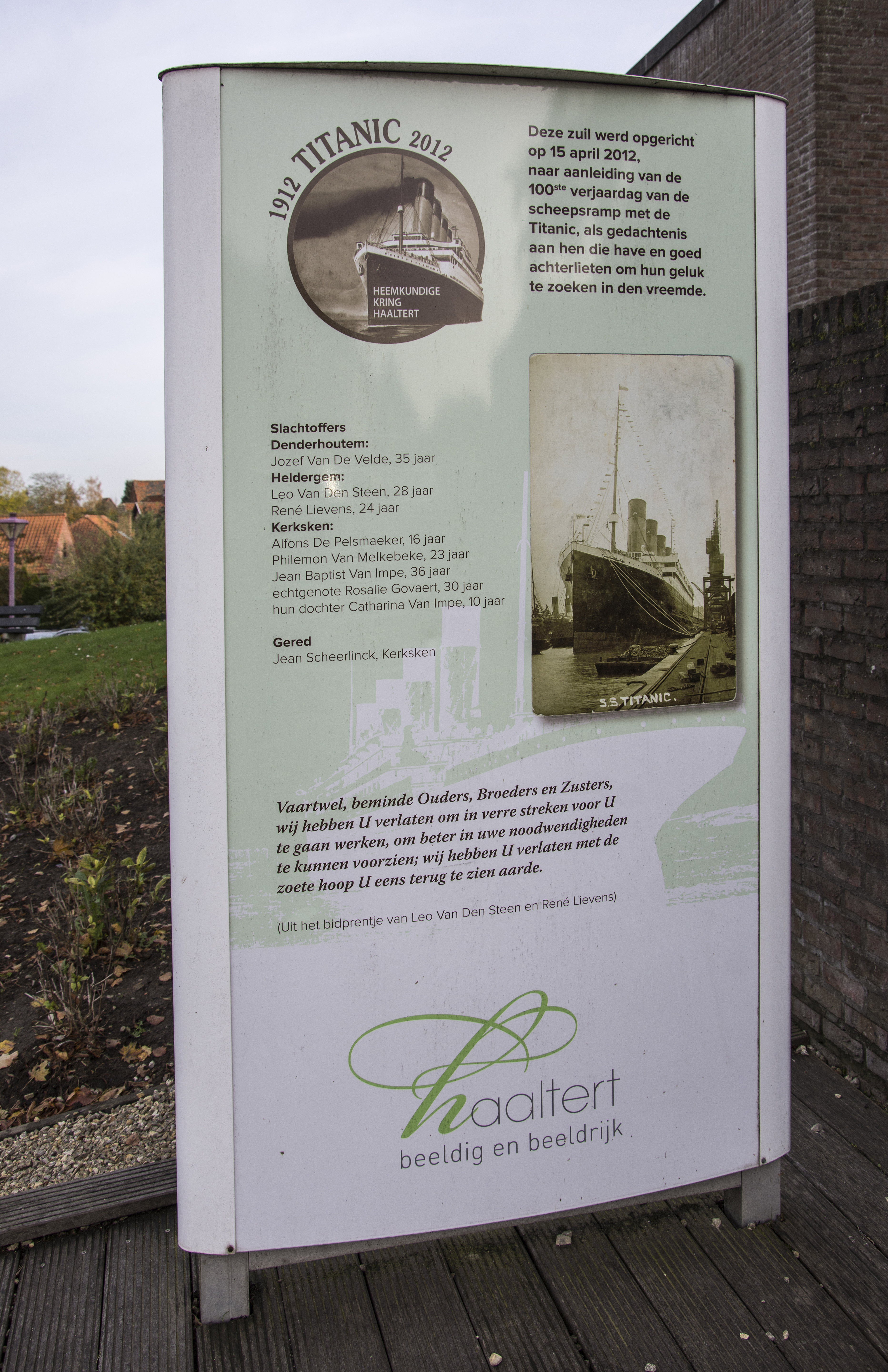
Gedenkzuil over de Titanic en Haaltert
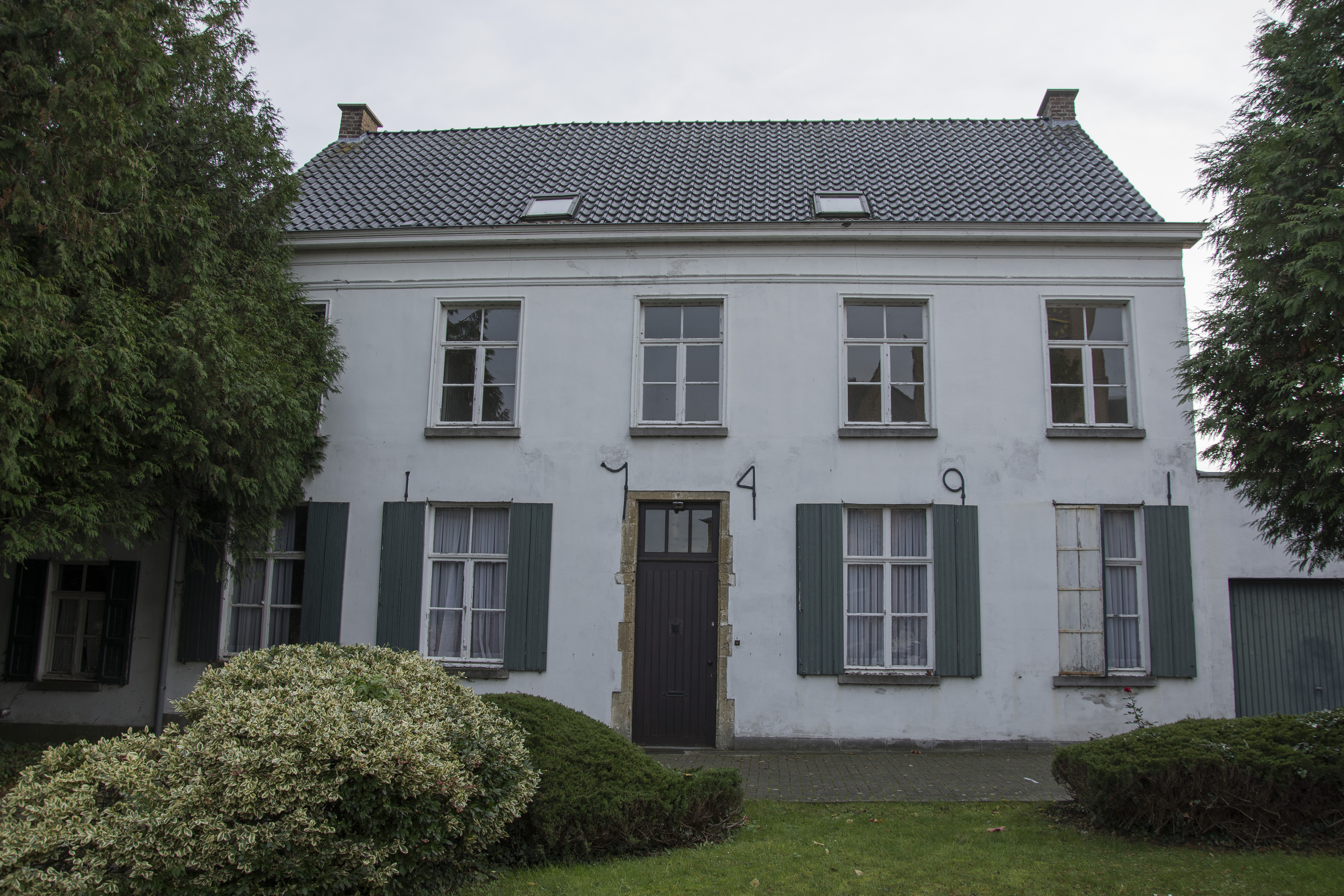
Pastorie
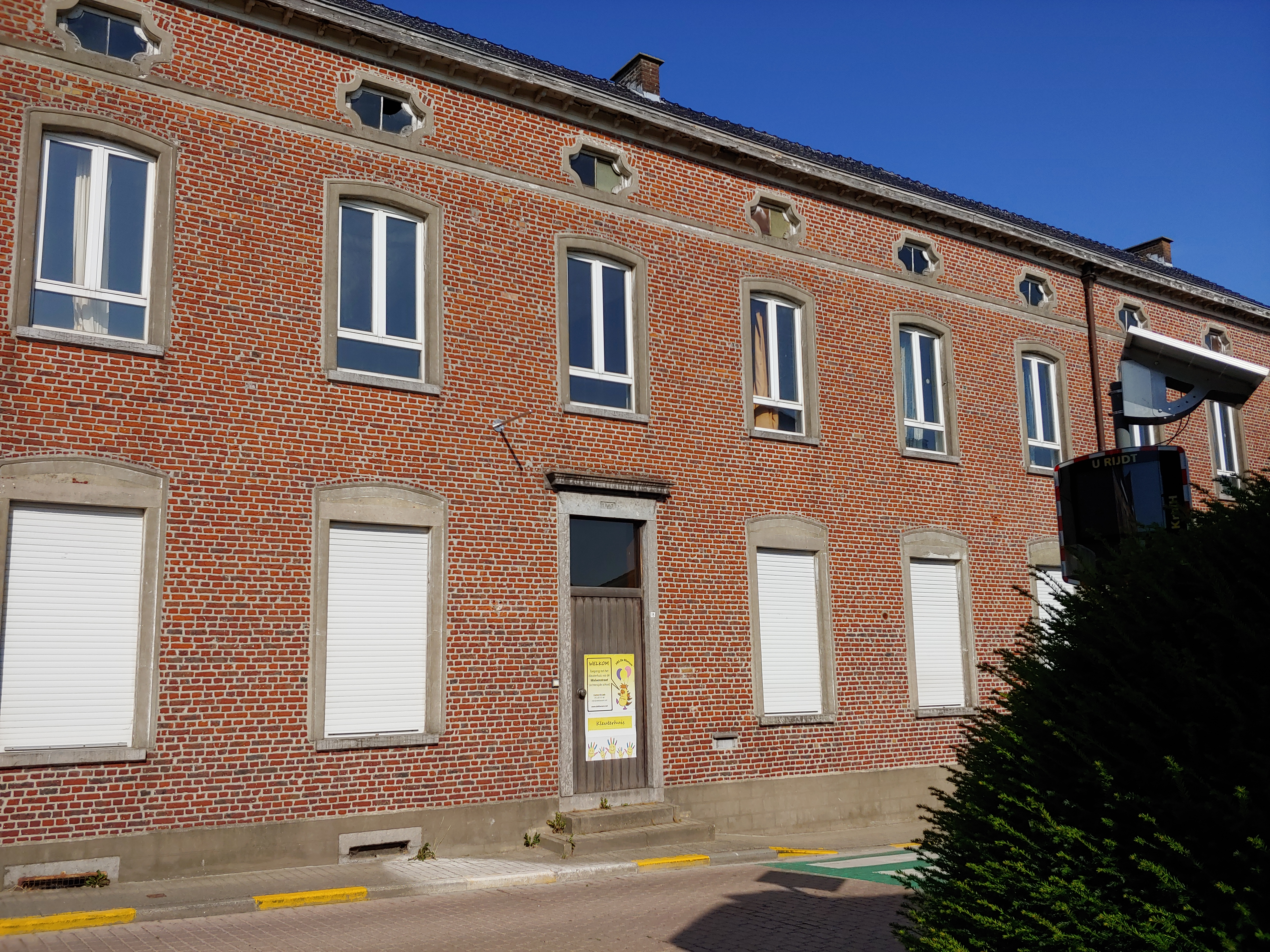
Het Klooster

## Toerisme
Door dit dorp loopt onder meer de Molenbeekroute. Tevens te bezichtigen in Kerksken is een herdenkingsplaats voor de Titanic. Enkele jaren terug is Kerksken daardoor zelfs op het VRT journaal geweest.

## Sport
In Kerksken spelen de voetbalclub FC Kerksken en ook de lokale kaatsclub onder leiding van spelenmagnaat Willy Michiels.

## Geboren in Kerksken
- Paula D'Hondt (1926-2022), politica

## Nabijgelegen kernen
Heldergem, Haaltert, Lebeke, Denderhoutem